# Dorival Caymmi
Dorival Caymmi (30. dubna 1914, Salvador – 16. srpna 2008, Rio de Janeiro) byl brazilský zpěvák, autor písní, herec a malíř. Stál u zrodu hudebního žánru bossa nova. Skládal také samby, jako např. Doralice nebo Saudade da Bahia. Za svůj život napsal zhruba 100 písní, které nyní patří ke klasickým kouskům brazilské hudby.